# Henrique Mindlin
Henrique Ephim Mindlin (São Paulo, 1º de fevereiro de 1911 - Rio de Janeiro, 6 de julho de 1971) foi um arquiteto e urbanista brasileiro. Além disso, foi também professor e historiador da arquitetura.  

Henrique Mindlin foi figura de destaque do movimento modernista e um dos arquitetos pioneiros do novo estilo arquitetônico no país. 

## Formação e carreira
Henrique Mindlin formou-se engenheiro-arquiteto em 1932, pela Escola de Engenharia da Universidade Presbiteriana Mackenzie, em São Paulo. 
Em 1942, após vencer um concurso para a nova sede do Ministério das Relações Exteriores, mudou-se para o Rio de Janeiro, onde abriu um escritório em sociedade com o arquiteto Walmyr Lima Amaral. Midlin trabalhou no Rio até falecer. 

Participou das exposições no Museu de Arte Moderna de Nova Iorque (MOMA) em 1943 e 1955.
Foi um dos finalistas, em parceria com Giancarlo Palanti, do Concurso de Brasília, para o projeto do Plano Piloto da nova capital do Brasil, que ocorreu entre 1956 e 1957.
Foi professor na Faculdade de Arquitetura e Urbanismo da Universidade Federal do Rio de Janeiro) (FAU-UFRJ), onde recebeu os títulos de livre-docente e catedrático. 
Foi diretor secretário do Museu de Arte Moderna do Rio de Janeiro (MAM/RJ) e titular da Academia Brasileira de Arte. 
No Instituto de Arquitetos do Brasil (IAB), foi membro do conselho diretor, conselheiro da revista Arquitetura e presidente do departamento carioca na década de 1970.

## Influências
A obra de Mindlin teve influências de Mies van der Rohe e Gregori Warchavchik, dentre outros.

## Premiações
- Prêmio de Melhor Residência da 1º Bienal Internacional de São Paulo (1951)

## Projetos
Dentre os projetos de Mindlin, podem ser citados:
- Sede do Bank of London and South America, em São Paulo (co-autoria com Giancarlo Palanti)
- Edifício Avenida Central (primeiro prédio em estrutura metálica do Rio de Janeiro)
- Hotel Intercontinental, no Rio de Janeiro
- Hotel Sheraton, no Rio de Janeiro
- Sede do BEG (Banco do Estado da Guanabara), atual BANERJ, no Rio de Janeiro
- Embaixada da Holanda, em Brasília
- Pavilhão do Brasil na Bienal de Veneza de 1966 (co-autoria com Giancarlo Palanti)
- Sede do Jornal do Brasil, no Rio de Janeiro
- Edifício Conde Prates (Olivetti), em ˞São Paulo
- Hotel Copan, em São Paulo
- Edifício Leon Kasinsky, em São Paulo
- Sede da Congregação Israelita Paulista, em São Paulo
- Residência George Hime, em Petrópolis

## Publicações
Minlin escreveu livros em diversas línguas, de conteúdo pertinente a arquitetura moderna no Brasil, podendo-se mencionarː 
- MINDLIN, Henrique. Modern Architecture in Brazil. New York: Reinhold, 1956.
- MINDLIN, Henrique. Prumadas de circulações em edifícios altos. Tese (Livre docência da Cadeira de Grandes Composições de Arquitetura). Faculdade Nacional de Arquitetura, Rio de Janeiro: 1962.
- MINDLIN, Henrique. Arquitetura Moderna no Brasil. Rio de Janeiro: Aeroplano, Iphan, Ministério da Cultura, 1999.